# Première Nation Matachewan
La Première Nation Matachewan (en anglais : Matachewan First Nation) est une Première Nation (au sens de « bande indienne ») ojibwée et crie, dont l'unique réserve, Matachewan 72, est située dans le district de Timiskaming en Ontario, au Canada. En mars 2012, la population totale enregistrée de la Première Nation est de 642 personnes, dont 40 personnes vivant dans leur propre réserve. En août 2023, la population est de 1 024 personnes, dont 60 vivent sur la réserve. 

## Gouvernance
La Première Nation est régie par la Loi sur le système électoral, avec un chef et cinq conseillers élus pour un mandat de deux ans s'échelonnant du 24 mars au 23 mars deux années plus tard. 
|            | 2011-2013       | 2023-2025       |
| ---------- | --------------- | --------------- |
| Chef       | Alex Batisse    | Jason Batisse   |
| Conseiller | Robert Batisse  | Lilianne Jobson |
| Conseiller | Leonil Boucher  | Elenore Hendrix |
| Conseiller | Gail Brubacher  | Stan Fox        |
| Conseiller | Elenore Hendrix | Melanie Boucher |
| Conseiller | Jean Lemieux    | Adrian Boucher  |
| Conseiller | –               | Clara Hanson    |
| Conseiller | –               | Chelsea Daley   |
| Conseiller | –               | Tommy Fox       |
| Conseiller | –               | Rachel Batisse  |

En tant que signataire du Traité 9, la Première Nation est membre du Conseil tribal Wabun (en), un conseil des chefs régionaux apolitique et de la  Nation Nishnawbe Aski, une organisation politique tribale représentant la plupart des Premières Nations du Nord de l'Ontario.

## Réserves
La Première Nation Matachewan bénéficie d'une réserve mise à sa disposition, soit la réserve de Matachewan 72. D'une superficie de 4 158,60 hectares, elle est située géographiquement – mais pas administrativement – dans le district de Timiskaming, soit à environ 20 km par route au nord de la ville de Matachewan. 